# The Broadsword and the Beast
The Broadsword and the Beast is een album van de Britse progressieve-rockband Jethro Tull, uitgebracht in 1982.

## Geschiedenis
Dit album is muzikaal gezien een mix tussen hardrock, de elektronische rock van A en Jethro Tulls folkrocktrilogie (Songs from the Wood, Heavy Horses en Stormwatch).
De tournee voor The Broadsword and the Beast was de laatste buitengewoon theatrale concertreeks van Jethro Tull. Anderson: So went the Broadsword tour of 1982 when, for the last time, Tull ventured out on a full production theatrical tour of Spinal Tap absurdity. Tijdens het nummer Beastie liep Anderson met een monster met roodoplichtende ogen op zijn nek rond. Het podium leek op een Vikingschip, en Anderson hieuw tijdens het nummer Broadsword de touwen van de mast door waardoor deze instortte.
De runensymbolen rond de rand van de cover zijn van het Cirth runensysteem gebruikt door J.R.R. Tolkien in The Lord of the Rings. De woorden zijn echter Engels: de openingszinnen van Broadsword: I see a dark sail on the horizon, set under a black cloud that hides the sun. Bring me my broadsword and clear understanding. Bring me my cross of gold as a talisman.
Cheerio, het laatste nummer van de originele uitgave werd vele jaren gespeeld als afsluiting van een concert.
Vanwege veel Germaans-gerelateerde nummers is dit een van de best verkochte albums van Jethro Tull in Duitsland en Scandinavië.

## Ian Anderson over
- Beastie: "Iedereen heeft een soort angst waar we liever niet over praten, en dit nummer gaat over die angsten. Toen ik nog een kind was en opgroeide in Schotland noemden we alles wat vies was en we niet leuk vonden een 'beastie'."
- The Clasp: "Een nummer over mensen die angstig zijn voor fysiek contact. Het woord 'clasp' wordt gebruikt in de zin van 'handen schudden', en het nummer verkent een aantal ideeën en houdingen achter de omhelzing van de geschudde handen. En zou het niet grappig en zelfs een beetje nuttig zijn om naar een compleet vreemde te lopen en hem de hand te geven en te zeggen, "Hallo, hoe gaat het, prettig kennis te maken." Ironisch genoeg, handenschudden is tegenwoordig vaak een geforceerd gebaar, ver verwijderd van zijn oorsprong dat eigenlijk een manier van demonstreren was dat je geen wapen in je hand had en waar je de open hand liet zien ten teken van vrede."
- Fallen On Hard Times: "Dit nummer is niet bedoeld als politiek statement, maar toont louter de desillusie die de meeste mensen soms voelen over onze politieke meesters. De melodie is in essentie een Schotse folkmelodie, maar het kreeg een lichte funky rock 'n' roll behandeling om het een lichthartig gevoel te geven."
- Flying Colours: "Dit nummer kwam na het zien van enkele koppels die een tegenslag in hun relatie kregen, en genot ondervonden van het publiekelijk vertellen van elkaars minpunten. Ik weet zeker dat we ze allemaal in sociale gelegenheden tegenkomen; ze genieten van de vuile was buitenhangen voor de buitenwereld."
- Slow Marching Band: "Ik schrijf weinig nummers over menselijke relaties in de jongen-meisje-context, maar dit is een over het verdriet van uit elkaar gaan. Maar ik hoop dat het een hint van optimisme bevat!"
- Broadsword: "Geplaatst in historische tijden, zowel tekstueel als muzikaal, gaat dit nummer over de verantwoordelijkheid van de man om zijn familie te beschermen."
- Pussy Willow: "Een nummer over een meisje met een ondankbare baan die fantaseert over een romantischer, ideaal soort bestaan, maar ze moet nog steeds de realiteit onder ogen zien en 's ochtends de trein naar het werk halen."
- Watching Me Watching You: "Het dilemma van mensen in het openbaar! Een nummer over het claustrofobische gevoel continu bekeken te worden."
- Seal Driver: "Dit nummer is behoedzaam dubbelzinnig. Het zou over een boot kunnen gaan, of het kan gaan over een meisje, maar omdat schepen en boten altijd vrouwelijk zijn lijkt het een leuke passende analogie."
- Cheerio: "Een afsluitend nummer - misschien zou 'au revoir' of 'auf wiedersehen' ook kunnen passen!"

## Nummers
1. Beastie
2. Clasp
3. Fallen On Hard Times
4. Flying Colours
5. Slow Marching Band
6. Broadsword
7. Pussy Willow
8. Watching Me Watching You
9. Seal Driver
10. Cheerio
11. Jack-Frost and the Hooded Crow¹
12. Jack-A-Lynn¹
13. Mayhem Maybe¹
14. Too Many Too¹
15. Overhang¹
16. Rhythm in Gold¹
17. I Am Your Gun¹
18. Down at the End of Your Road¹

¹Bonusnummers op de digitaal geremasterde versie.

## Bezetting
- Ian Anderson (zang, dwarsfluit, akoestische gitaar)
- Martin Barre (elektrische gitaar, akoestische gitaar)
- David Pegg (basgitaar, mandoline, zang)
- Peter-John Vettese (piano, synthesizers, zang)
- Gerry Conway (drums, percussie)